# 小行星5279
小行星5279（5279 Arthuradel）是一颗绕太阳运转的小行星，为主小行星带小行星。该小行星于1988年6月8日发现。

## 轨道参数
小行星5279的轨道半长轴为2.4781185 UA，离心率为0.288。